# André Hédan
André Hédan, né le 15 octobre 1916 à Lorient et mort le 7 février 2008 à Lauris, est un colonel français.

## Biographie
Saint-cyrien, après avoir été affecté en régiment en 1939, il participe à la bataille de France en 1940 et est fait prisonnier.
Interné à l'Oflag IV D (en), il est libéré en avril 1945 et rejoint la 10e compagnie du 3e Régiment de marche de la Légion étrangère (devenu par la suite 2e REI en Indochine. Promu capitaine en 1948 il sert comme officier adjoint à la compagnie d'instruction, puis est affecté au GPLEM, où il commande la 1re compagnie portée.
Après avoir servi aux Œuvres sociales de la Légion étrangère, comme rédacteur en chef de Képi blanc, il rejoint de nouveau l'Extrême-Orient en 1951.
Capitaine adjudant-major au IIIe bataillon du 2e REI, il rejoint le 3e REI en 1952 avant de commander la 7e compagnie du IIe bataillon du 2e Étranger.
Après son deuxième séjour, il enchaîne les affectations dans différents corps et unités, en servant successivement aux 1er Régiment étranger, au Bataillon de Légion étrangère du Maroc, avant de commander un bataillon au 151e RIM, en Algérie.
Il sert ensuite comme commandant en second du 5e Régiment mixte du Pacifique.
Titulaire de huit citations, il était officier de la Légion d'honneur.

## Sources
- Képi blanc et Division histoire et patrimoine de la Légion étrangère